# Toracoscopia
La toracoscopia è una tecnica di chirurgia mini-invasiva che consente l'esplorazione visiva del cavo pleurico.

## Storia
Venne ideata nel 1910 dall'urologo svedese Jacobeus, in quell'occasione venne utilizzato un cistoscopio.

## Tipologia
Anche se nella maggior parte dei casi si procede con anestesia generale, esiste una toracoscopia eseguita in anestesia locale che, utilizzando un solo accesso, permette l'esplorazione del cavo pleurico, della superficie del polmone, del pericardio e del diaframma. Durante l'esame sono possibili procedure diagnostiche come biopsie pleuriche o polmonari, e procedure terapeutiche come la pleurodesi con talco. La procedura è solitamente ben tollerata dai pazienti, e richiede tempi di degenza e costi intraospedalieri sicuramente ridotti rispetto alla toracoscopia chirurgica.
La toracoscopia chirurgica VATS (Video-Assisted Thoracic Surgery o videotoracoscopia) è una procedura che prevede diversi accessi transtoracici (di solito 3), intubazione ed anestesia generale, e permette l'esecuzione della gran parte degli interventi chirurgici sul polmone. Anche se è un intervento chirurgico in piena regola, è comunque considerato meno impegnativo rispetto alla tradizionale toracotomia, con ospedalizzazioni più ridotte, minore dolore post-operatorio ed una ripresa funzionale più rapida.

## Indicazioni
Trova indicazione prevalentemente nella diagnosi e cura dei versamenti pleurici recidivanti di natura indeterminata e/o neoplastici, nella patologia infettiva pleurica (in particolar modo quella tubercolare ove unica presenta una buona sensibilità), nella diagnosi e stadiazione del cancro del polmone, nella patologia traumatica del torace, nella diagnostica ed in alcuni tipi di interventi terapeutici relativi a patologie pleuriche, esofagee, diaframmatiche e mediastiniche.

## Strumenti
Fra gli strumenti che vengono utilizzati esistono vari tipi di endoscopio che si avvalgono di ottiche rigide (con o senza canale operativo, e montate o meno su pinze) che consentono la trasmissione della luce nella cavità pleurica, e la sua visualizzazione attraverso una telecamera.